# Cơ Quan Môi Trường Châu Âu

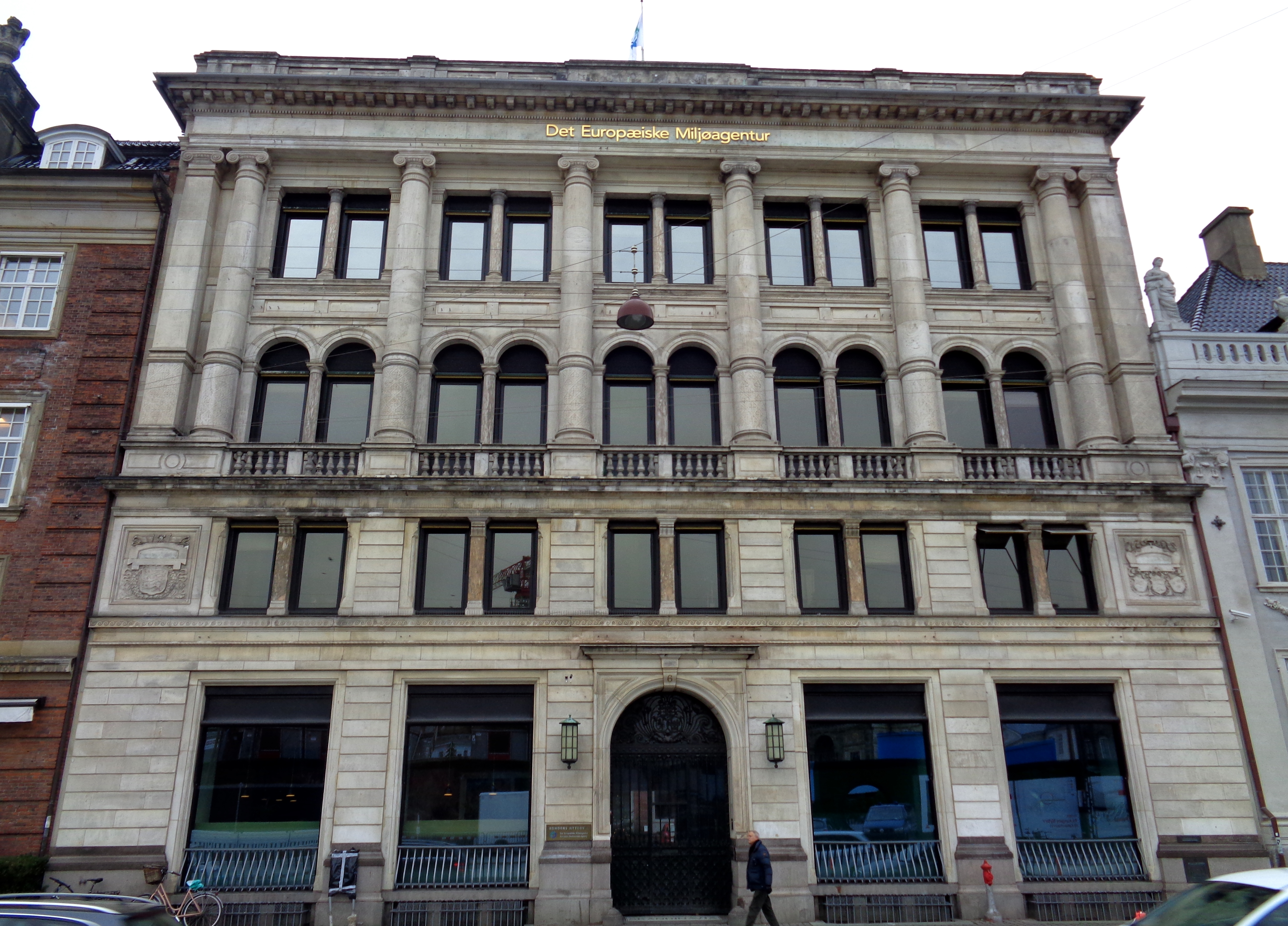
Tòa nhà Cơ quan Môi trường Châu Âu ở Copenhagen vào mùa đông

Cơ quan Môi trường Châu Âu (EEA) là cơ quan của Liên minh Châu Âu (EU) cung cấp thông tin độc lập về môi trường.

## Định nghĩa
Cơ quan Môi trường Châu Âu (EEA) là cơ quan của Liên minh Châu Âu (EU) cung cấp thông tin độc lập về môi trường. Mục tiêu của nó là giúp mọi người tham gia vào việc phát triển, thực hiện và đánh giá chính sách môi trường và thông báo cho công chúng.

## Cơ quan
EEA được thành lập theo Quyết định 1210/1990 của Cộng đồng Kinh tế Châu Âu (EEC) (được sửa đổi bởi Quyết định EEC 933/1999 và Quyết định 401/2009 của EC) và đi vào hoạt động vào năm 1994, có trụ sở chính tại Copenhagen, Đan Mạch.
Cơ quan này được điều hành bởi một hội đồng quản lý bao gồm đại diện của chính phủ của 33 quốc gia thành viên, một đại diện của Ủy ban châu Âu và hai nhà khoa học do Nghị viện châu Âu bổ nhiệm, được hỗ trợ bởi một ủy ban các nhà khoa học. Giám đốc điều hành hiện tại của cơ quan là Giáo sư Hans Bruyninckx, người đã được bổ nhiệm với nhiệm kỳ 5 năm. Ông là người kế nhiệm Giáo sư Jacqueline McGlade.

## Các nước thành viên
Các quốc gia thành viên của liên minh là thành viên; tuy nhiên các quốc gia khác có thể trở thành thành viên của nó thông qua các thỏa thuận được ký kết giữa họ và EU.
Đây là cơ quan đầu tiên của EU mở rộng tư cách thành viên cho 13 nước ứng cử viên (trước sự mở rộng năm 2004).
EEA có 33 quốc gia thành viên và sáu quốc gia hợp tác. 33 quốc gia thành viên bao gồm 27 quốc gia thành viên Liên minh châu Âu cùng với Iceland, Liechtenstein, Na Uy, Thụy Sĩ và Thổ Nhĩ Kỳ.
Kể từ sự kiện Brexit vào năm 2020, Vương quốc Anh không phải là thành viên của EU nữa và do đó không phải là quốc gia thành viên của EEA
Sáu quốc gia Tây Balkan đang hợp tác với nhau: Albania, Bosnia và Herzegovina, Montenegro, Bắc Macedonia, Serbia cũng như Kosovo theo Nghị quyết 1244/99 của Hội đồng Bảo an Liên hợp quốc. Các hoạt động hợp tác này được tích hợp vào Eionet và được hỗ trợ bởi EU theo "Văn kiện hỗ trợ trước khi gia nhập".
EEA là một thành viên tích cực của Mạng lưới EPA.
| Các nước thành viên EU         | các nước không thuộc EU       | Các nước hợp tác                       |
| ------------------------------ | ----------------------------- | -------------------------------------- |
| liên_kết=\|viền Austria        | liên_kết=\|viền Iceland       | liên_kết=\|viền Albania                |
| liên_kết=\|viền Bỉ             | liên_kết=\|viền Liechtenstein | liên_kết=\|viền Bosnia and Herzegovina |
| liên_kết=\|viền Bulgaria       | liên_kết=\|viền Norway        | liên_kết=\|viền Kosovo                 |
| liên_kết=\|viền Croatia        | liên_kết=\|viền Thụy Sĩ       | liên_kết=\|viền Montenegro             |
| liên_kết=\|viền Czech Republic | liên_kết=\|viền Turkey        | liên_kết=\|viền North Macedonia        |
| liên_kết=\|viền Cyprus         |                               | liên_kết=\|viền Serbia                 |
| liên_kết=\|viền Denmark        |                               |                                        |
| liên_kết=\|viền Estonia        |                               |                                        |
| liên_kết=\|viền Finland        |                               |                                        |
| liên_kết=\|viền Pháp           |                               |                                        |
| liên_kết=\|viền Đức            |                               |                                        |
| liên_kết=\|viền Greece         |                               |                                        |
| liên_kết=\|viền Hungary        |                               |                                        |
| liên_kết=\|viền Ireland        |                               |                                        |
| liên_kết=\|viền Italy          |                               |                                        |
| liên_kết=\|viền Latvia         |                               |                                        |
| liên_kết=\|viền Lithuania      |                               |                                        |
| liên_kết=\|viền Luxembourg     |                               |                                        |
| liên_kết=\|viền Malta          |                               |                                        |
| liên_kết=\|viền Hà Lan         |                               |                                        |
| liên_kết=\|viền Poland         |                               |                                        |
| liên_kết=\|viền Bồ Đào Nha     |                               |                                        |
| liên_kết=\|viền Romania        |                               |                                        |
| liên_kết=\|viền Slovakia       |                               |                                        |
| liên_kết=\|viền Slovenia       |                               |                                        |
| liên_kết=\|viền Tây Ban Nha    |                               |                                        |
| liên_kết=\|viền Thụy Điển      |                               |                                        |

## Báo cáo
Cơ quan Môi trường Châu Âu (EEA) đã báo cáo vào năm 2017 cho thấy các sự kiện cực đoan liên quan đến khí hậu gây thiệt hại kinh tế khoảng 400 tỷ euro (430 tỷ USD) ở khu vực EEA từ năm 1980 đến năm 2013 và là nguyên nhân dẫn đến 85.000 ca tử vong trong giai đoạn 1980-2013.

## Mạng lưới thông tin và giám sát môi trường Châu Âu
Mạng lưới thông tin và giám sát môi trường châu Âu (Eionet) là mạng lưới quan hệ đối tác của EEA và các quốc gia. EEA chịu trách nhiệm phát triển mạng lưới và điều phối các hoạt động của nó. Để làm được như vậy, EEA phối hợp chặt chẽ với các đầu mối quốc gia (NFP), điển hình là các cơ quan môi trường quốc gia hoặc các bộ môi trường chịu trách nhiệm điều phối mạng lưới quốc gia ngoài các Trung tâm Tham chiếu Quốc gia (NRC) bao gồm nhiều tổ chức (tổng cộng khoảng 350).
Ngoài các NFP và NRC, Eionet bao gồm sáu Trung tâm Chủ đề Châu Âu (ETC) trong các lĩnh vực không khí và biến đổi khí hậu, đa dạng sinh học, tác động của biến đổi khí hậu, tính dễ bị tổn thương và thích ứng, nước, sử dụng đất và thông tin không gian và tiêu dùng và sản xuất bền vững.
Cơ quan Môi trường Châu Âu (EEA) thực hiện các nguyên tắc và thực tiễn tốt nhất của "Hệ thống thông tin môi trường được chia sẻ" thông qua các chương trình như "ENI SEIS DỰ ÁN PHÍA ĐÔNG" và "ENI SEIS II DỰ ÁN PHÍA NAM" để hỗ trợ bảo vệ môi trường trong sáu quốc gia đối tác phía đông (ENP) & góp phần giảm thiểu ô nhiễm biển ở Địa Trung Hải thông qua việc chia sẻ sự sẵn có và quyền truy cập thông tin môi trường liên quan.

## Quy trình thanh toán hàng năm
Vào tháng 2 năm 2012, Ủy ban Kiểm soát Ngân sách của Nghị viện Châu Âu đã công bố dự thảo báo cáo, xác định các lĩnh vực cần quan tâm trong việc sử dụng quỹ và ảnh hưởng của nó đối với ngân sách năm 2010, chẳng hạn như ngân sách tăng 26% từ năm 2009 đến năm 2010 lên € 50 600 000. :8 và đặt câu hỏi về sức cạnh tranh tối đa và nguyên tắc thanh toán trong việc tuyển dụng, và khả năng về những nhân viên ảo.  :10
Giám đốc Điều hành của EEA đã bác bỏ các cáo buộc về sự bất thường trong một phiên điều trần công khai.
Vào ngày 27 tháng 3 năm 2012, các thành viên của Nghị viện Châu Âu (MEP) đã bỏ phiếu về báo cáo  và khen ngợi sự hợp tác giữa Cơ quan và các tổ chức phi chính phủ hoạt động trong lĩnh vực môi trường. Vào ngày 23 tháng 10 năm 2012, Nghị viện Châu Âu đã bỏ phiếu và cấp phép thanh toán cho Cơ quan Môi trường Châu Âu cho ngân sách năm 2010 của cơ quan này.
Vào tháng 4 năm 2013, MEP đã bỏ phiếu và cho phép EEA thanh toán ngân sách năm 2011.

## Giám đốc điều hành
| Tên                     | Quốc tịch                      | Điều kiện) |
| ----------------------- | ------------------------------ | ---------- |
| Domingo Jiménez-Beltrán | liên_kết=\|viền Tây Ban Nha    | 1994–2003  |
| Jacqueline McGlade      | liên_kết=\|viền Vương quốc Anh | 2003–2013  |
| Hans Bruyninckx         | liên_kết=\|viền Bỉ             | 2013–      |

## Hợp tác quốc tế
Ngoài 33 thành viên và sáu quốc gia hợp tác Balkan, EEA cũng hợp tác và thúc đẩy quan hệ đối tác với các nước láng giềng cũng như các quốc gia và khu vực khác, chủ yếu là trong phạm vi của Chính sách láng giềng châu Âu:
- Các bang EaP: Belarus, Ukraine, Moldova, Armenia, Azerbaijan, Georgia
- Các quốc gia UfM: Algeria, Ai Cập, Israel, Jordan, Lebanon, Libya, Morocco, Chính quyền Palestine, Syria, Tunisia
- các quốc gia ENPI khác: Nga
- Các quốc gia Trung Á: Kazakhstan, Kyrgyzstan, Tajikistan, Turkmenistan, Uzbekistan

Ngoài ra, EEA hợp tác với nhiều tổ chức quốc tế và các cơ quan tương ứng của các quốc gia sau:
- Hoa Kỳ (Cơ quan Bảo vệ Môi trường)
- Canada (Môi trường Canada)
- PR China (Cục Bảo vệ Môi trường Nhà nước)

## Ngôn ngữ chính thức
26 ngôn ngữ chính thức được EEA sử dụng là: tiếng Bungari, tiếng Séc, tiếng Croatia, tiếng Đan Mạch, tiếng Đức, tiếng Hy Lạp, tiếng Anh, tiếng Tây Ban Nha, tiếng Estonia, tiếng Phần Lan, tiếng Pháp, tiếng Hungary, tiếng Iceland, tiếng Ý, tiếng Litva, tiếng Latvia, tiếng Malti, tiếng Hà Lan, tiếng Na Uy, tiếng Ba Lan, Tiếng Bồ Đào Nha, tiếng Romania, tiếng Slovak, tiếng Slovene, tiếng Thụy Điển và tiếng Thổ Nhĩ Kỳ.